# Montregard
Montregard é uma comuna francesa na região administrativa de Auvérnia-Ródano-Alpes, no departamento de Alto Loire. Estende-se por uma área de 38,73 km². Em 2010 a comuna tinha 601 habitantes (densidade: 15,5 hab./km²).